# Saint-Gervais (Gironde)
Saint-Gervais is een gemeente in het Franse departement Gironde (regio Nouvelle-Aquitaine). De plaats maakt deel uit van het arrondissement Blaye. Saint-Gervais telde op 1 januari 2022 1.981 inwoners.

## Geografie
De oppervlakte van Saint-Gervais bedroeg op 1 januari 2022 5,58 vierkante kilometer; de bevolkingsdichtheid was toen 355 inwoners per km².

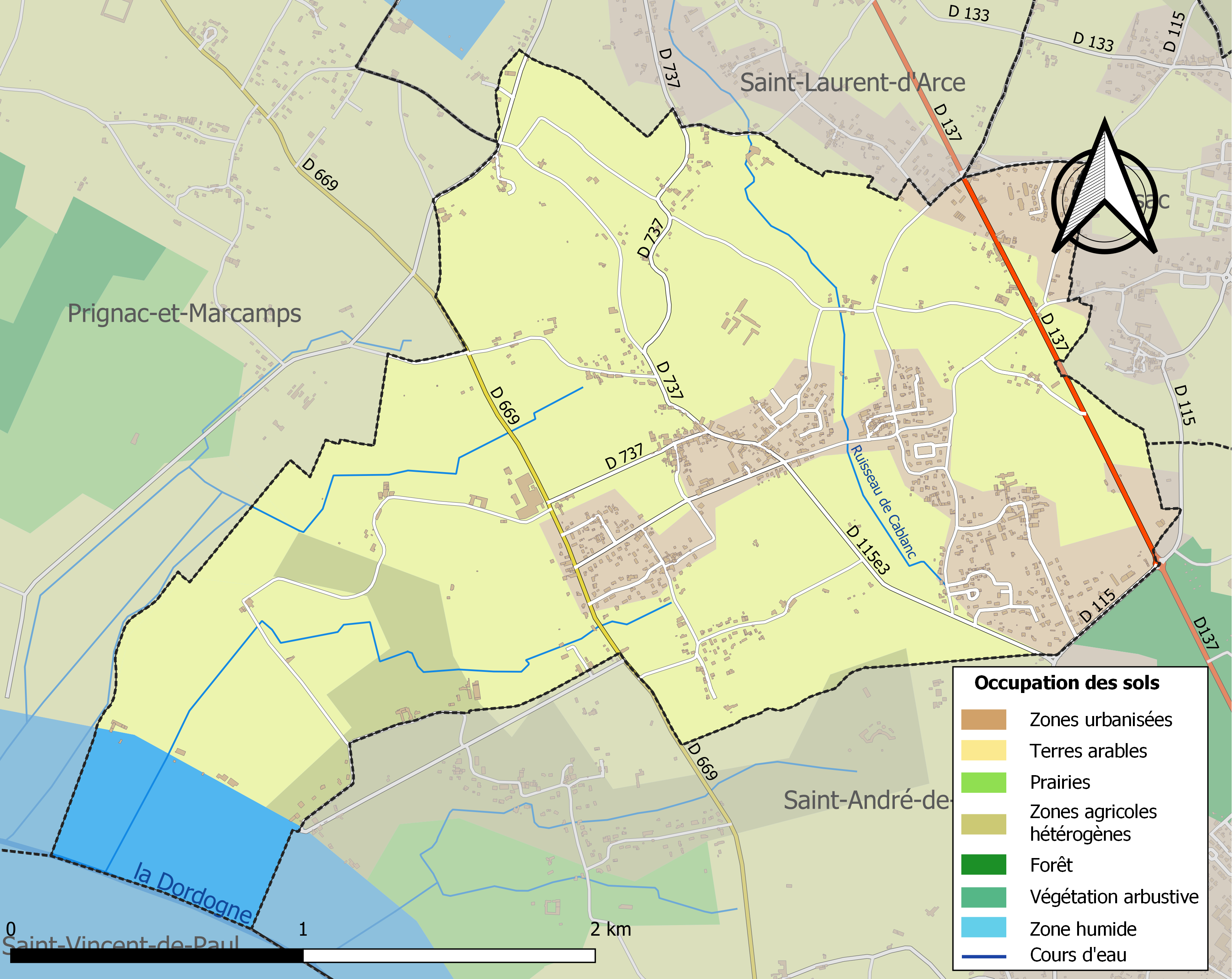
Kaart van de gemeente met belangrijkste infrastructuur, bodemgebruik en omliggende gemeenten

## Demografie
Onderstaande figuur toont het verloop van het inwonertal (bron: INSEE-tellingen).